# Unbiennium
Unbiennium ist das noch nicht nachgewiesene chemische Element mit der Ordnungszahl 129. Da von diesem Element keine natürlichen Isotope existieren, müsste es auf künstliche Weise durch Kernfusion erzeugt (synthetisiert) werden. Der Name ist vorläufig und leitet sich von der Ordnungszahl ab. Unbiennium ist möglicherweise das neunte Element, das ein g-Orbital besitzt und besitzt im Grundzustand wahrscheinlich die Elektronenkonfiguration [ Og ] 8s2 8p2 6f3 5g4. Im erweiterten Periodensystem gehört es zu den Transactinoiden (im „normalen“ Periodensystem ist es nicht dargestellt).

## Chemische Eigenschaften
Für das Element 129 wird nicht erwartet, dass Atome lange genug existieren, um eine Elektronenkonfiguration um den Kern zu bilden oder dass sogar chemische Bindungen entstehen. Chemische Eigenschaften sind also nicht definierbar.